# Temporada 1958-59 de los Cincinnati Royals
La temporada 1958-59 fue la undécima de los Cincinnati Royals en la NBA. La temporada regular acabó con 19 victorias y 53 derrotas, ocupando el cuarto puesto de la División Oeste, no logrando clasificarse para los playoffs. La temporada estuvo marcada por la gravísima lesión de Maurice Stokes al final de la temporada pasada, que le retiraría del baloncesto, y que provocó que hasta seis jugadores más abandonaran la competición.

## Elecciones en elDraft
| Ronda | Puesto | Jugador         | Posición  | Nacionalidad   | Universidad    |
| ----- | ------ | --------------- | --------- | -------------- | -------------- |
| 1     | 2      | Archie Dees     | Ala-Pívot | Estados Unidos | Indiana        |
| 2     | 9      | Vernon Hatton   | Base      | Estados Unidos | Kentucky       |
| 3     | 17     | Bucky Bockhorn  | Base      | Estados Unidos | Dayton         |
| 7     | 49     | Wayne Stevens   | Alero     | Estados Unidos | Cincinnati     |
| 9     | 64     | Larry Staverman | Alero     | Estados Unidos | Villa Madonna* |
| 10    | 70     | Jack Parr       | Pívot     | Estados Unidos | Kansas State   |
| 15    | 85     | Adrian Smith    | Base      | Estados Unidos | Kentucky       |

## Temporada regular
| División Oeste       | División Oeste | División Oeste | División Oeste | División Oeste | División Oeste | División Oeste | División Oeste | División Oeste |
| Equipo               | G              | P              | %              | PD             | Casa           | Fuera          | Neutral        | Div            |
| -------------------- | -------------- | -------------- | -------------- | -------------- | -------------- | -------------- | -------------- | -------------- |
| x-St. Louis Hawks    | 49             | 23             | .681           | –              | 28–3           | 14–15          | 7–5            | 27–9           |
| x-Minneapolis Lakers | 33             | 39             | .458           | 16             | 15–7           | 9–17           | 9–15           | 18–18          |
| x-Detroit Pistons    | 28             | 44             | .389           | 21             | 13–17          | 8–20           | 7–7            | 17–19          |
| Cincinnati Royals    | 19             | 53             | .264           | 30             | 9–19           | 2–25           | 8–9            | 10–26          |

## Estadísticas
| Rk | Jugador         | Edad | P  | PT | MP   | TC  | TCI  | %TC  | 3P | 3PI | %3P | TL  | TLI | %TL  | RO | RD | RT  | AS  | RB | TAP | BP | FP  | PTS  |
| 1  | Jack Twyman     | 24   | 72 |    | 37.7 | 9.9 | 23.5 | .420 |    |     |     | 6.1 | 7.8 | .783 |    |    | 9.1 | 2.9 |    |     |    | 3.8 | 25.8 |
| 2  | Johnny McCarthy | 24   | 47 |    | 38.9 | 5.2 | 14.0 | .373 |    |     |     | 2.5 | 3.7 | .667 |    |    | 4.8 | 4.8 |    |     |    | 3.4 | 12.9 |
| 3  | Si Green        | 25   | 20 |    | 33.3 | 5.0 | 13.4 | .373 |    |     |     | 2.5 | 3.7 | .685 |    |    | 7.0 | 4.3 |    |     |    | 3.3 | 12.5 |
| 4  | Wayne Embry     | 21   | 66 |    | 24.1 | 4.1 | 10.6 | .387 |    |     |     | 3.1 | 4.8 | .656 |    |    | 9.0 | 1.5 |    |     |    | 3.5 | 11.4 |
| 5  | Dave Piontek    | 24   | 72 |    | 23.3 | 4.2 | 11.3 | .375 |    |     |     | 2.2 | 3.2 | .687 |    |    | 5.3 | 1.7 |    |     |    | 2.3 | 10.6 |
| 6  | Jim Palmer      | 25   | 67 |    | 24.2 | 3.8 | 9.4  | .404 |    |     |     | 2.7 | 3.7 | .724 |    |    | 7.0 | 1.0 |    |     |    | 3.1 | 10.3 |
| 7  | Bucky Bockhorn  | 25   | 71 |    | 31.7 | 4.1 | 10.9 | .381 |    |     |     | 1.9 | 2.8 | .704 |    |    | 6.5 | 2.9 |    |     |    | 3.0 | 10.2 |
| 8  | Med Park        | 25   | 33 |    | 27.2 | 3.4 | 8.4  | .401 |    |     |     | 2.9 | 3.8 | .770 |    |    | 4.5 | 2.4 |    |     |    | 2.2 | 9.7  |
| 9  | Archie Dees     | 22   | 68 |    | 18.4 | 2.9 | 8.3  | .356 |    |     |     | 2.3 | 3.0 | .779 |    |    | 5.0 | 0.8 |    |     |    | 1.7 | 8.2  |
| 10 | Vern Hatton     | 23   | 22 |    | 29.9 | 3.0 | 9.4  | .319 |    |     |     | 1.5 | 2.3 | .667 |    |    | 3.7 | 1.4 |    |     |    | 2.5 | 7.5  |
| 11 | Phil Rollins    | 25   | 21 |    | 21.0 | 2.6 | 6.9  | .375 |    |     |     | 1.7 | 2.1 | .778 |    |    | 4.1 | 2.8 |    |     |    | 1.4 | 6.8  |
| 12 | Larry Staverman | 22   | 57 |    | 11.9 | 1.8 | 3.8  | .470 |    |     |     | 0.8 | 1.0 | .763 |    |    | 3.8 | 0.9 |    |     |    | 1.8 | 4.3  |
| 13 | Jack Parr       | 22   | 66 |    | 15.7 | 1.7 | 4.7  | .355 |    |     |     | 0.7 | 1.1 | .603 |    |    | 4.2 | 0.8 |    |     |    | 2.1 | 4.0  |
| 14 | Tom Marshall    | 28   | 18 |    | 15.1 | 1.3 | 4.4  | .291 |    |     |     | 1.0 | 1.6 | .621 |    |    | 2.9 | 1.5 |    |     |    | 1.2 | 3.6  |